# Сили втілення (НАТО)

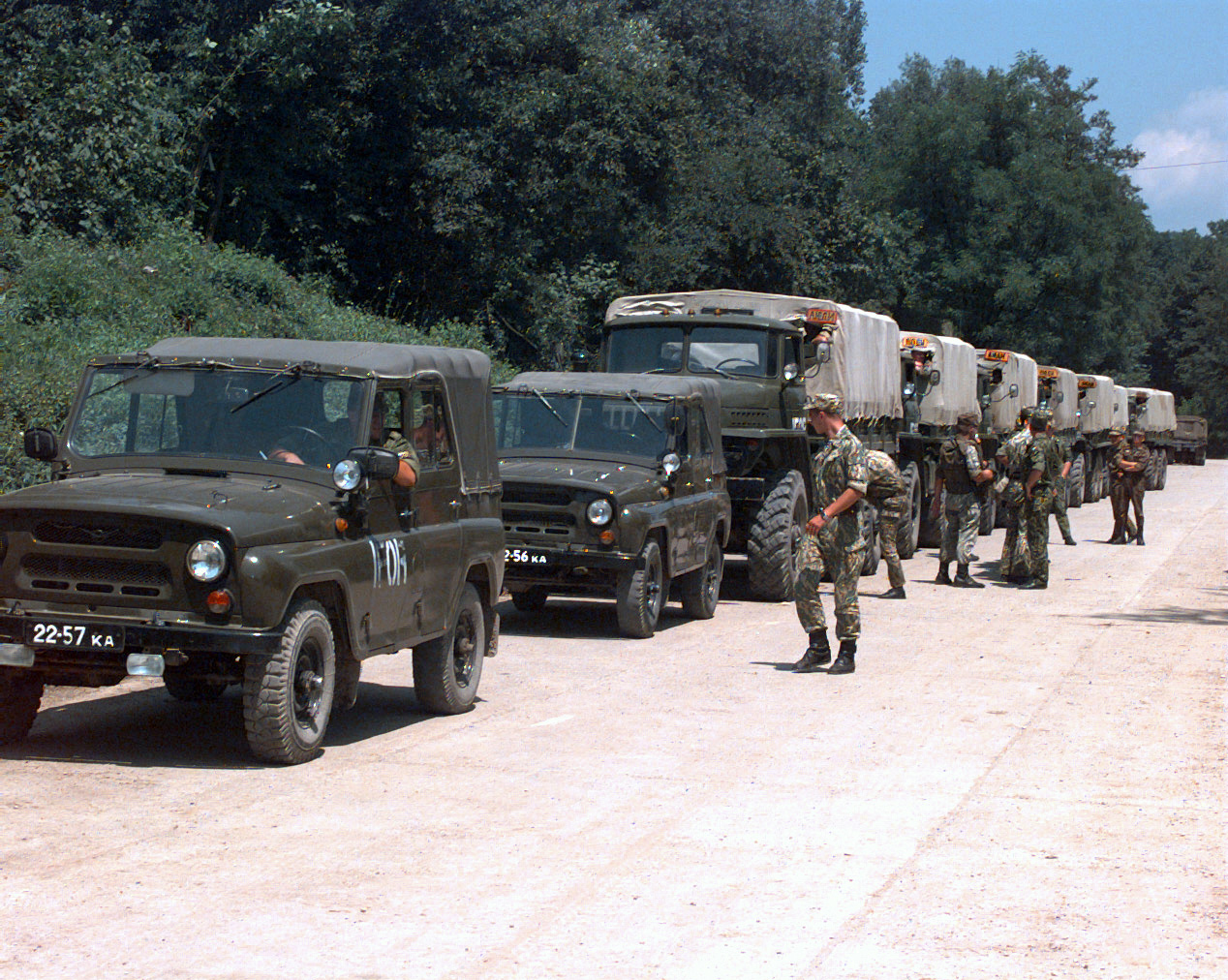
Російські сили в Боснії

Сили втілення, ІФОР (Implementation Force, IFOR) — багатонаціональна миротворча сила у Боснії і Герцеговині під керівництвом НАТО, що мала річний мандат з 20 грудня 1995 по 20 грудня 1996 року під кодовою назвою «Операція „Спільні зусилля“» (Operation Joint Endeavour).

## Передумови
У грудні 1995 року на НАТО було покладено відповідальність за імплементацію Дейтонських угод, домовленість про які була досягнута президентами Боснії і Герцеговини, Хорватії та Союзної Республіки Югославії у листопаді 1995-го. Мирні угоди містили Загальну рамкову угоду та одинадцять додатків з картами. Домовленості мали три основні цілі: закінчення військових дій, дозвіл на запуск військових і цивільних програм і створення центрального боснійського уряду з відстороненням від уряду осіб, що відбували покарання або знаходились під слідством міжнародних трибуналів з воєнних злочинів.

## Місія
Особливою роллю ІФОР було втілення військових додатків до Загальної рамкової угоди в Боснії і Герцеговині. ІФОР замінило UNPROFOR — миротворчу силу ООН, що прибула в 1992 році й передала повноваження згідно з резолюцією 1031 Ради Безпеки ООН. Майже 60 тисяч солдатів НАТО на додаток до сил, що не входили в НАТО, було розгорнуто в Боснії. Операція «Вирішальні зусилля» (Operation Decisive Endeavor), що розпочалась 6 грудня 1995 року, була підкомпонентом операції «Спільні зусилля».

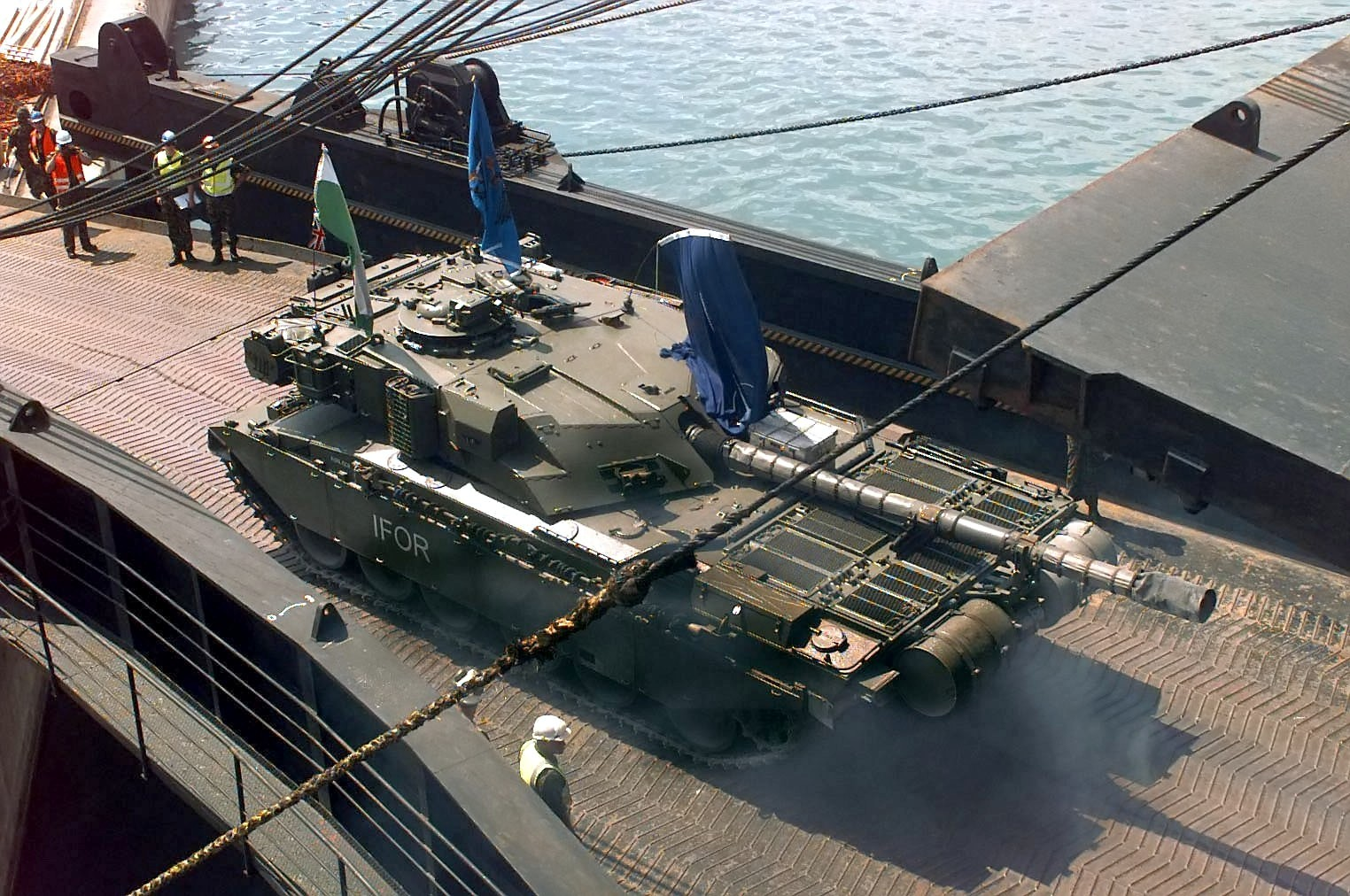
Британський танк Challenger 1 з маркуванням ІФОР

Головнокомандувач ОЗС НАТО в Південній Європі (CINCSOUTH), адмірал Лейтон Сміт-молодший, став командувачем об'єднаними силами операції (також називався командувачем ІФОР — COMIFOR). Він керував операцією спочатку зі штаб-квартири в Загребі, а з березня 1996 року — з резиденції в Сараєво. Генерал-лейтенант Майкл Вокер, командувач Об'єднаного корпусу швидкого реагування (ARRC), став командувачем сухопутного компонента операції, керуючи спочатку з тактичної штаб-квартири ARRC в Кіселяку, а з кінця січня 1996 року — з головної штаб-квартири в Іліджі. Це було перше зовнішнє сухопутне розгортання НАТО. Частина операцію, за яку відповідав сухопутний компонент, була відома як «Тверді зусилля» (Operation Firm Endeavour).
На своєму піку до ІФОР були залучені військовослужбовці з 32 країн кількістю близько 54 тисяч всередині країні (Боснії і Герцеговини) і близько 80 тисяч в цілому (з підтримкою і резервними військами, дислокованими в Хорватії, Угорщині, Німеччині та Італії, а також на суднах в Адріатичному морі). На початкових етапах операції більша частина ІФОР складалася з підрозділів, які були частиною UNPROFOR, але залишилися і просто змінили емблему ООН на ІФОР.
Після мирного проведення виборів у вересні 1996 року ІФОР успішно завершила свою місію з реалізації військових додатків до Загальної рамкової угоди. Однак з огляду на збереження нестабільності в Боснії НАТО вирішило відправити до країни нову місію СФОР, роллю якої було стабілізувати мир. 21 грудня 1996 року місія ІФОР передала повноваження СФОР. Учасники місії ІФОР були нагороджені медаллю НАТО.

## Компоненти

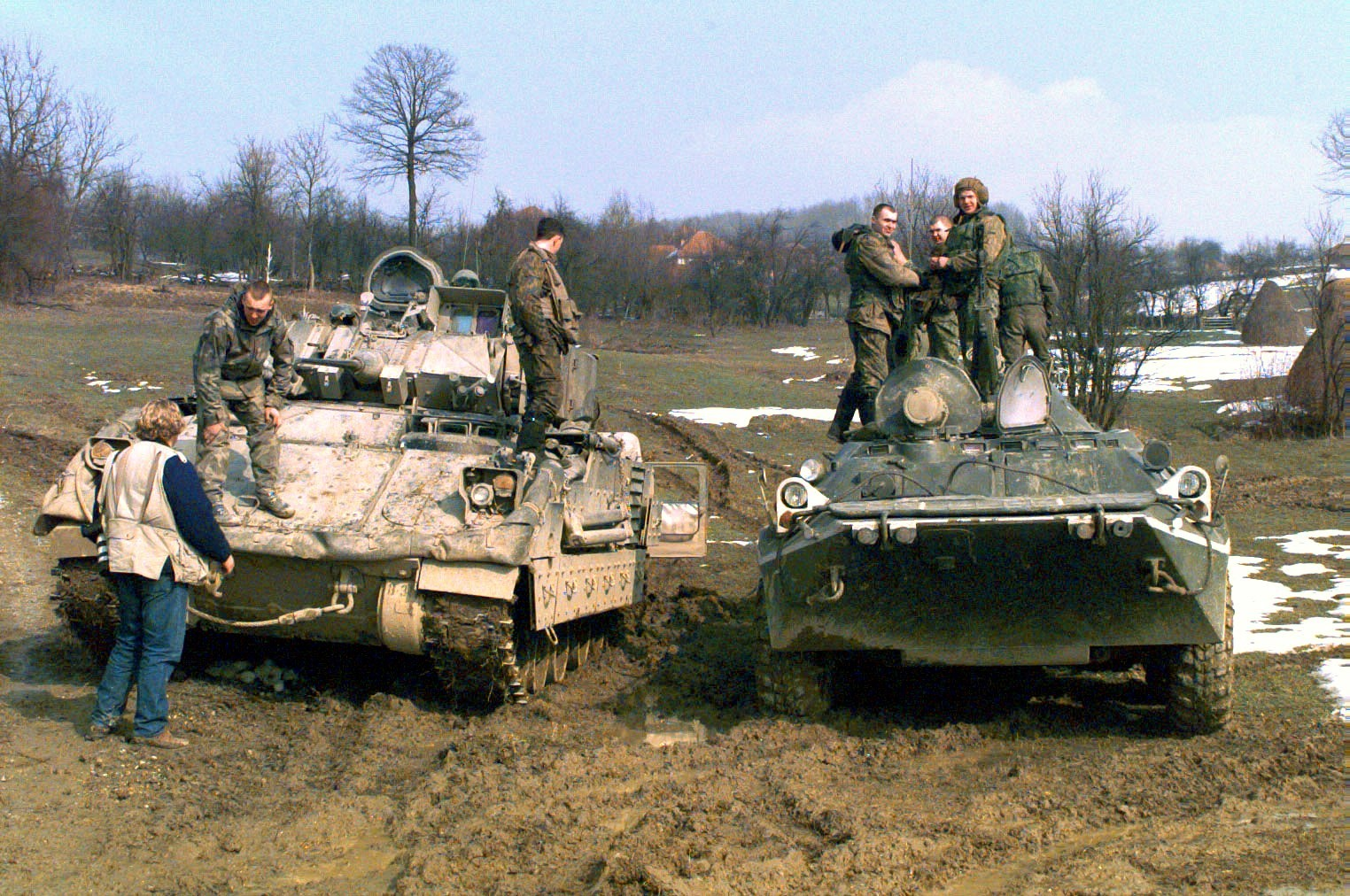
Російські та американські війська на спільному патрулюванні біля боснійського міста Зворник (1996)

Серед країн НАТО, які виділили сили для операції, були Бельгія, Канада, Данія, Франція, Німеччина, Італія, Люксембург, Нідерланди, Норвегія, Португалія, Іспанія, Туреччина, США і Велика Британія. Серед інших країн: Австралія, Австрія, Бангладеш, Чехія, Єгипет, Естонія, Фінляндія, Угорщина, Латвія, Литва, Малайзія, Нова Зеландія, Пакистан, Польща, Румунія, Словаччина, Швеція, Росія та Україна.
Задачі Сухопутного компонента виконувались трьома багатонаціональними дивізіями:
- Багатонаціональна дивізія (Південно-Схід) у Мостарі — під керівництвом Франції. Також відома як «Дивізія саламандр»[6]. До неї входили дві французькі бригади, одна іспанська бригада, одна італійська бригада, єгипетські, йорданські та українські частини (близько 2500 осіб), а також марокканська тактична група. Штаб-квартира дивізії надавалася за ротацією, зокрема французькими 7-ю бронетанковою дивізією та 6-ю легкою бронетанковою дивізією.
- Багатонаціональна дивізія (Південно-Захід) у Баня-Луці — під керівництвом Великої Британії. Британці використовували для операції кодову назву «Операція „Рішучий“» (Operation Resolute). До цієї дивізії входила британська бригада, а також канадські і голландські підрозділи[7]. Штаб дивізії надавався спочатку 3-ю (британською) дивізією[8], а потім 1-ю (британською) бронетанковою дивізією[9].
- Багатонаціональна дивізія (Північ) у Тузлі — під керівництвом США. 1-ша бронетанкова дивізія американської армії під командуванням генерал-майора Вільяма Неша становила більшу частину сухопутних військ спеціальної групи «Ігл», що почала розгортатися 18 грудня 1995 року. Багатонаціональна дивізія на півночі складалася з двох американських бригад, російської бригади, турецької бригади й північно-польської бригади.

- Російська бригада, спочатку під командуванням полковника Олександра Івановіча Лєнцова, також брала участь у діяльності спеціальної групи «Ігл».

- 1-ша бригада американської 1-ї бронетанкової дивізії знаходилась під командуванням полковника Грегорі Фонтенота і покривала північний захід. 2-га бригада, на чолі з полковником Джоном Батістом, складала південний фланг американського сектора та була дислокована в таборі Ліза біля Власениці, приблизно у 20 км на схід від Кладані. Спеціальна танкова група 2-68, що базувалася в Баумхольдері (Німеччина), була дислокована в таборі Лінда поза Оловом на південній межі американського сектора. 1-ша бронетанкова дивізія повернулася наприкінці 1996 року до Німеччини.

- Північно-польська бригада (NORDPOLBDE) була багатонаціональною бригадою з Данії, Естонії, Фінляндії, Латвії, Литви, Норвегії, Польщі, Швеції та США. Вона була створена в 1996 році й до свого розпуску у 2000 році розміщувалась в Боснії і Герцеговині в рамках ІФОР та СФОР. Північна група підтримки в Печі (Угорщина) займалася питаннями постачання, персоналу та інших логістичних завдань між країнами-учасниками та їх силами в Боснії і Герцеговині. Вона складалася з кількох національних опорних елементів.